# Fernando Alejandre Martínez

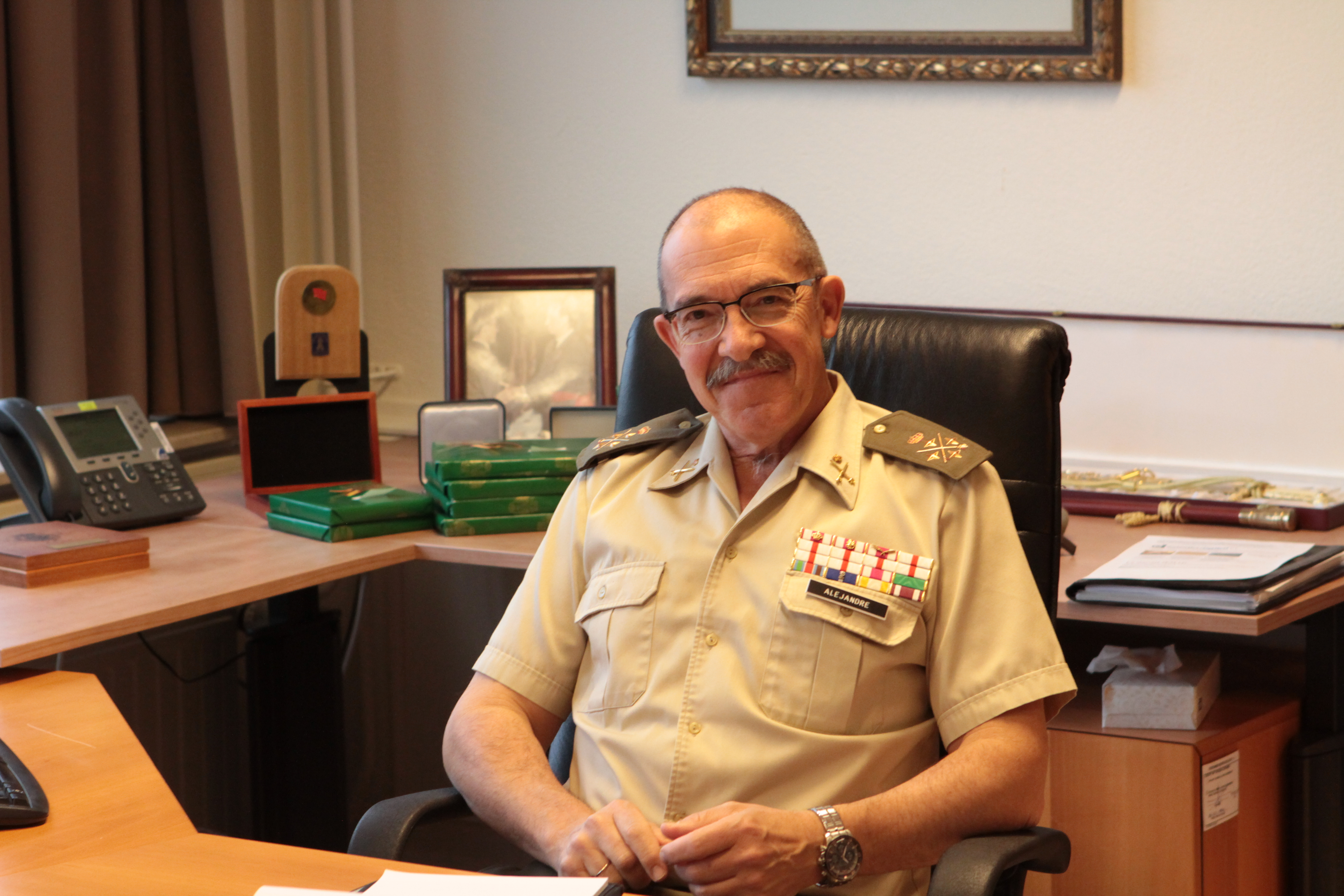
Fernando Alejandre (2017)

Fernando Alejandre Martínez (* 1956 in Madrid) ist ein spanischer General und war von 2017 bis 2020 Generalstabschef der spanischen Streitkräfte.

## Leben
Fernando Alejandre Martínez wurde 1956 in der spanischen Hauptstadt geboren.

### Militärische Laufbahn
Alejandre Martínez machte im Jahr 1979 seinen Abschluss an der spanischen Militärakademie. In der Folgezeit diente er auf verschiedenen Dienstposten im In- und Ausland.
Im Jahr 2010 wurde er zum Brigadegeneral befördert und im Hauptquartier der Armee tätig. Dort war er u. a. für die Planung der spanischen Beteiligung an der ISAF-Mission zuständig. Später war er als Generalmajor im Supreme Headquarters Allied Powers Europe tätig. Ab 16. Oktober 2015 war er stellvertretender Befehlshaber des Allied Joint Force Command Brunssum. Seit 28. März 2017 war er Generalstabschef der spanischen Streitkräfte und löste in diesem Amt Fernando García Sánchez ab. Seinerseits wurde er am 14. Januar 2020 von Miguel Ángel Villarroya abgelöst.
Während seiner Dienstzeit wurde der General mehrfach mit verschiedenen Stufen des spanischen Militär-Verdienstorden ausgezeichnet.

### Privates
Fernando Alejandre ist verheiratet, Vater von drei Söhnen und seit 2014 auch Großvater. Die langjährige Militärtradition der Familie wird durch seine beiden älteren Söhne aufrechterhalten, die ebenfalls bei den spanischen Streitkräften dienen.